# Жолобов, Николай Аркадьевич
Николай Аркадьевич Жолобов (1966—2001) — сотрудник Министерства внутренних дел Российской Федерации, майор милиции, погиб при исполнении служебных обязанностей, кавалер ордена Мужества.

## Биография
Родился 31 мая 1966 года в городе Свердловске.
После окончания средней школы в 1984 году поступил в Омское высшее общевойсковое командное училище имени М. В. Фрунзе. Окончил его в 1988 году, после чего проходил службу на командных должностях в различных частях Вооружённых Сил СССР и Российской Федерации. В декабре 1992 года был уволен в запас.
В феврале 1996 года Жолобов поступил на службу в отряд специального назначения «Россы» Главного управления исполнения наказаний Министерства юстиции по Свердловской области. В марте 1999 года перешёл на службу в органы внутренних дел Российской Федерации. Первоначально был инструктором по боевой и физической подготовке Отряда милиции особого назначения Главного управления внутренних дел Свердловской области, позднее стал командиром роты ОМОНа.
Неоднократно принимал участие в операциях по задержанию вооружённых преступников. Участвовал в боевых действиях на Северном Кавказе, был удостоен медалей ордена «За заслуги перед Отечеством» 2-й степени и «За отвагу».
16 июля 2001 года подразделение екатеринбургского ОМОНа во главе с капитаном милиции Николаем Аркадьевичем Жолобовым было направлено в посёлок Первомайский города Берёзовского Свердловской области, где неизвестный преступник взорвал две гранаты возле одного из общежитий. При проведении поиска в окрестностях места происшествия Жолобов обнаружил преступника, в руке которого была граната с выдернутой чекой, при этом в непосредственной близости находилось множество людей. Быстро оценив обстановку, капитан сбил преступника с ног и накрыл гранату своим телом, погибнув при взрыве.
Указом Президента Российской Федерации капитан милиции Николай Аркадьевич Жолобов посмертно был удостоен ордена Мужества.
Похоронен на почетной секции Широкореченского кладбища Екатеринбурга.

## Память
- В честь Жолобова названа улица в городе Берёзовском Екатеринбургской области, на ней установлена мемориальная доска[2].
- На месте гибели Жолобова установлен памятный знак[3].
- Навечно зачислен в списки личного состава ОМОН ГУВД Свердловской области[1].